# Asystent prokuratora
Asystent prokuratora – osoba zatrudniona w powszechnej jednostce organizacyjnej prokuratury.

## Opis

### Uprawnienia
Asystent prokuratora w zastępstwie i na podstawie pisemnego upoważnienia prokuratora jest uprawniony do:

1) wykonywania bieżących czynności nadzoru nad dochodzeniem;

2) przeprowadzania w toku postępowania przygotowawczego czynności procesowych: przesłuchania świadka, zatrzymania rzeczy i przeszukania, oględzin oraz eksperymentu.

Ponadto asystent prokuratora wykonuje samodzielnie czynności administracyjne związane z prowadzeniem i nadzorowaniem postępowań przygotowawczych oraz z przygotowaniem decyzji kończących te postępowania.

### Wymagania
Na stanowisku asystenta prokuratora może być zatrudniony ten, kto:

1) posiada obywatelstwo polskie i korzysta z pełni praw cywilnych i obywatelskich, a także nie był prawomocnie skazany za umyślne przestępstwo ścigane z oskarżenia publicznego;

2) jest nieskazitelnego charakteru;

3) ukończył wyższe studia w Polsce i uzyskał tytuł magistra lub zagraniczne studia uznane w Polsce;

4) ukończył 24 lata.
Na stanowisku starszego asystenta prokuratora może być zatrudniony asystent, który zajmował stanowisko asystenta prokuratora przez co najmniej 10 lat, i nie był karany za przewinienia dyscyplinarne oraz uzyskiwał pozytywne okresowe oceny, albo osoba, która złożyła egzamin prokuratorski lub egzamin sędziowski.
Przed zatrudnieniem asystenta prokuratora kierownik danej jednostki organizacyjnej prokuratury zasięga informacji o kandydacie z Krajowego Rejestru Karnego. Ponadto kierownik danej jednostki organizacyjnej prokuratury zasięga od właściwego komendanta Policji informacji o każdym z kandydatów do objęcia stanowiska asystenta prokuratorskiego, zawierającej istotne dla oceny spełniania wymogu nieskazitelnego charakteru dane o:

1) zachowaniu świadczącym o naruszeniu przez niego porządku prawnego;

2) kontaktach ze środowiskami przestępczymi lub grupami środowiskowymi patologii społecznej i o charakterze tych kontaktów;

3) okolicznościach wskazujących na uzależnienie od alkoholu, środków odurzających lub substancji psychotropowych.

### Warunki zatrudnienia
Asystentowi prokuratora przysługuje wynagrodzenie zasadnicze. Poza wynagrodzeniem zasadniczym asystentowi prokuratora przysługują dodatek za wieloletnią pracę, nagrody jubileuszowe oraz jednorazowa odprawa w razie ustania stosunku pracy w związku z przejściem na rentę z tytułu niezdolności do pracy lub emeryturę. Asystent prokuratora, który ukończył wyższe studia prawnicze i uzyskał tytuł magistra, po przepracowaniu 5 lat na tym stanowisku może przystąpić do egzaminu prokuratorskiego. Asystent prokuratora, który złożył egzamin notarialny, adwokacki lub radcowski, może przystąpić do egzaminu prokuratorskiego po przepracowaniu 4 lat na stanowisku asystenta prokuratora.

Nabór na stanowisko asystenta prokuratora prowadzony jest w formie konkursu.